# Ole Berntsen
Ole Valdemar Henrik Berntsen (født 22. januar 1915 i Hellerup, død 26. maj 1996 i Gentofte) var en dansk sejlsportsmand og OL-medaljevinder i drage-klassen. 

## Sejlsportskarriere
Ole Berntsen deltog i OL 1948 i London i drage-klassen, første gang denne bådtype var på OL-programmet. Han stillede op sammen med Klaus Baess og sin bror William Berntsen i båden Snap, og de leverede en stabil indsats med placeringer blandt de fem første i alle sejladser og opnåede i alt 4.223 point. Det var dog ikke nok til guldet, der blev vundet af Norge med 4.746 point, mens Sverige på andenpladsen fik 4.621 point, så Berntsens båd måtte tage til takke med bronzen.
Ved OL 1952 i Helsinki deltog han igen i drage-klassen med sin bror William samt med Aage Birch (i båden Snude) og opnåede denne gang en femteplads.
Ved næste OL i 1956 i Melbourne stillede han op med Christian Robert von Bülow og Cyril Andresen, denne gang i båden Tip, og danskerne vandt første sejlads og holdt sig godt til i de øvrige sejladser, men svenskerne indhentede danskerne, og de to både endte med lige mange point (5.723), hvorpå guldet gik til den af dem med flest førstepladser, og her havde svenskerne tre mod danskernes ene, så det blev til sølv for Berntsen og hans besætning; den britiske båd fik bronze.
Berntsen deltog ikke ved OL i Rom i 1960, med deltog igen i OL 1964 i Tokyo, denne gang sammen med von Bülow og Ole Poulsen i båden White Lady. Også denne gang vandt danskerne første sejlads, og efter en konkurrence med mere skiftende resultater (heriblandt endnu en sejr i en af sejladserne) blev medaljerne afgjort i sidste sejlads, hvor få sekunder gjorde forskellen. Det blev til dansk guld med 5.854 point, mens tyskerne på andenpladsen fik 5.826 point og den amerikanske båd på tredjepladsen 5.523 point. Dermed havde Ole Berntsen et komplet sæt af OL-medaljer.
Nogle måneder senere, i januar 1965, vandt Berntsen desuden VM-titlen i dragen.

## Familieforhold
Udover William havde Ole Berntsen en anden bror, Carl Berntsen, der ligeledes var sejlsportsmand og OL-deltager.
Ole Berntsen er begravet på Hellerup Kirkegård sammen med sin hustru Annelise Berntsen.